# Blaesoxipha magniforcipis
Blaesoxipha magniforcipis är en tvåvingeart som beskrevs av Chao och Zhang 1988. Blaesoxipha magniforcipis ingår i släktet Blaesoxipha och familjen köttflugor. Inga underarter finns listade i Catalogue of Life.